# 何继之
何继之，字克肖，广东顺德人，明朝政治人物，进士出身。

## 生平
嘉靖四年（1525年）乙酉科廣東鄉試舉人，五年（1526年）联登丙戌科進士。嘉靖二十年（1541年）接替黄华任松江府知府一职，嘉靖二十五（1546年）由冯彬接任。
歷官河南左參政，嘉靖二十九年（1550年）二月升福建按察使。